# Breitrandschildkröte

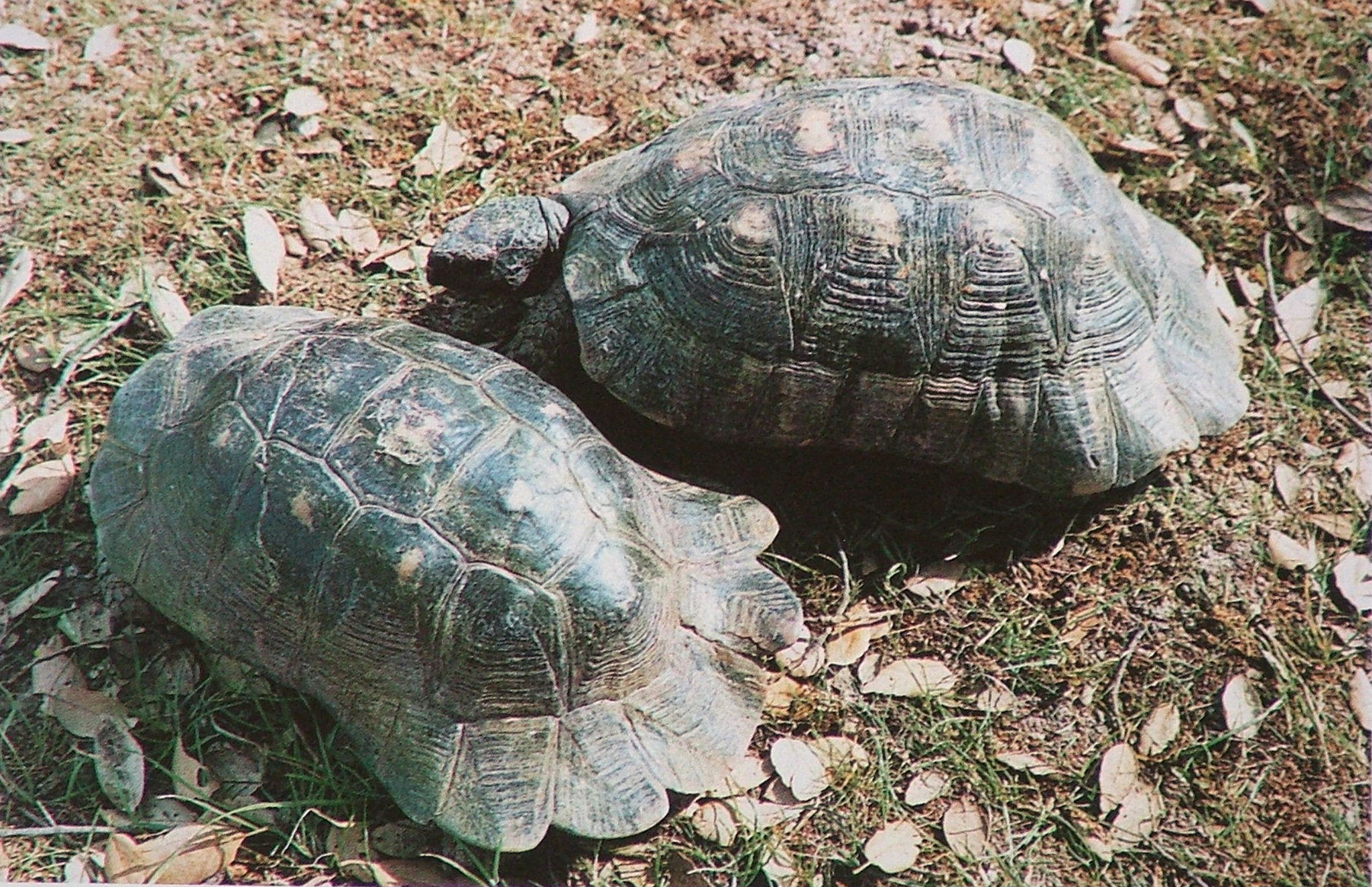
Griechische und sardische Lokalform

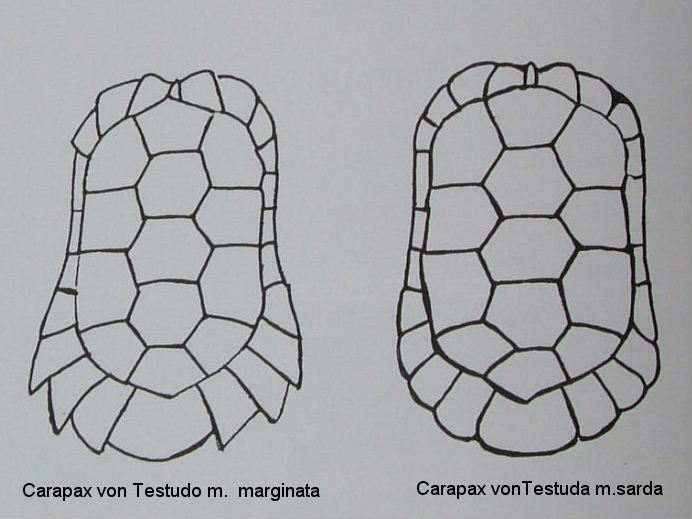
Schematische Darstellung verschiedener Regionalformen

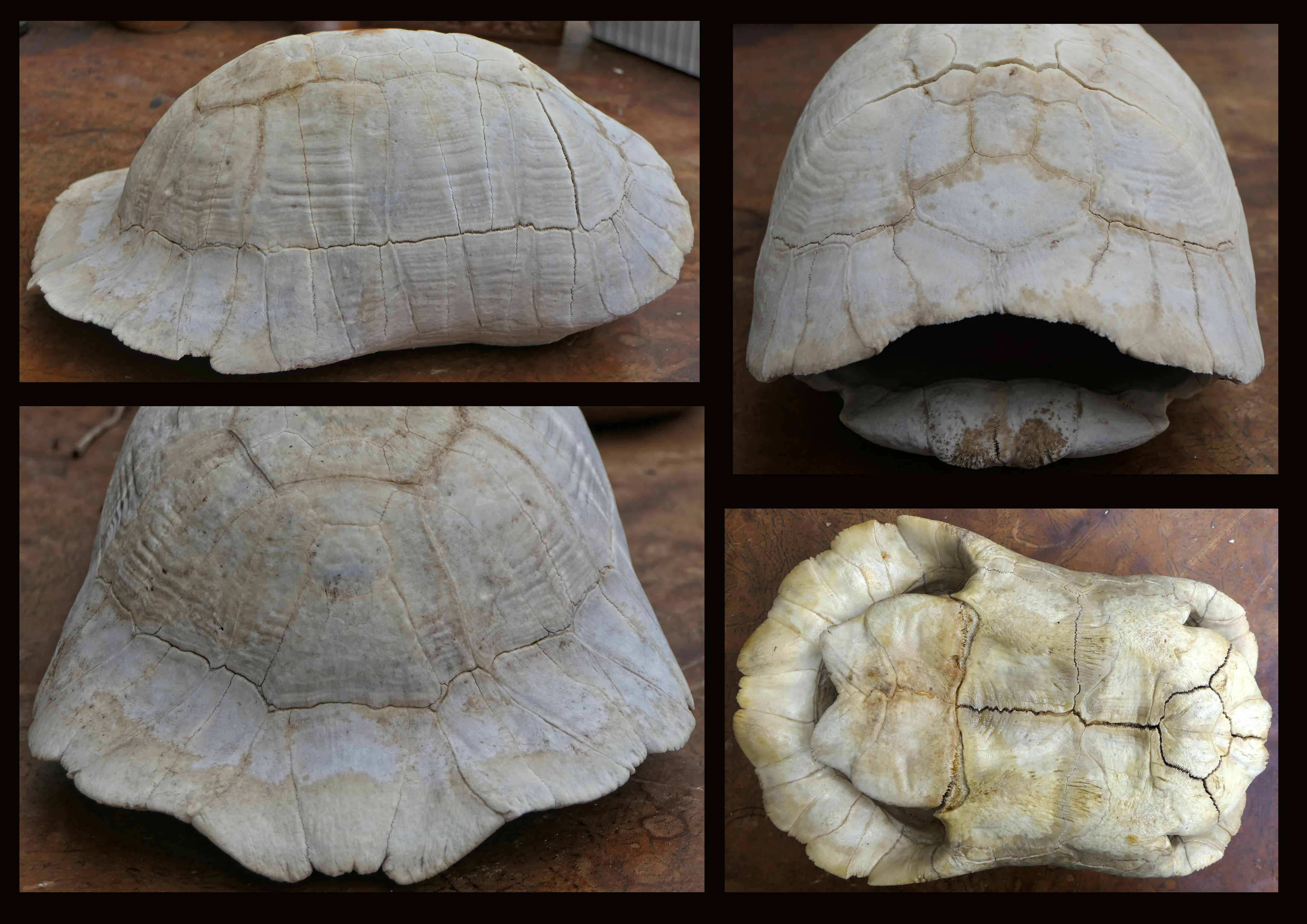

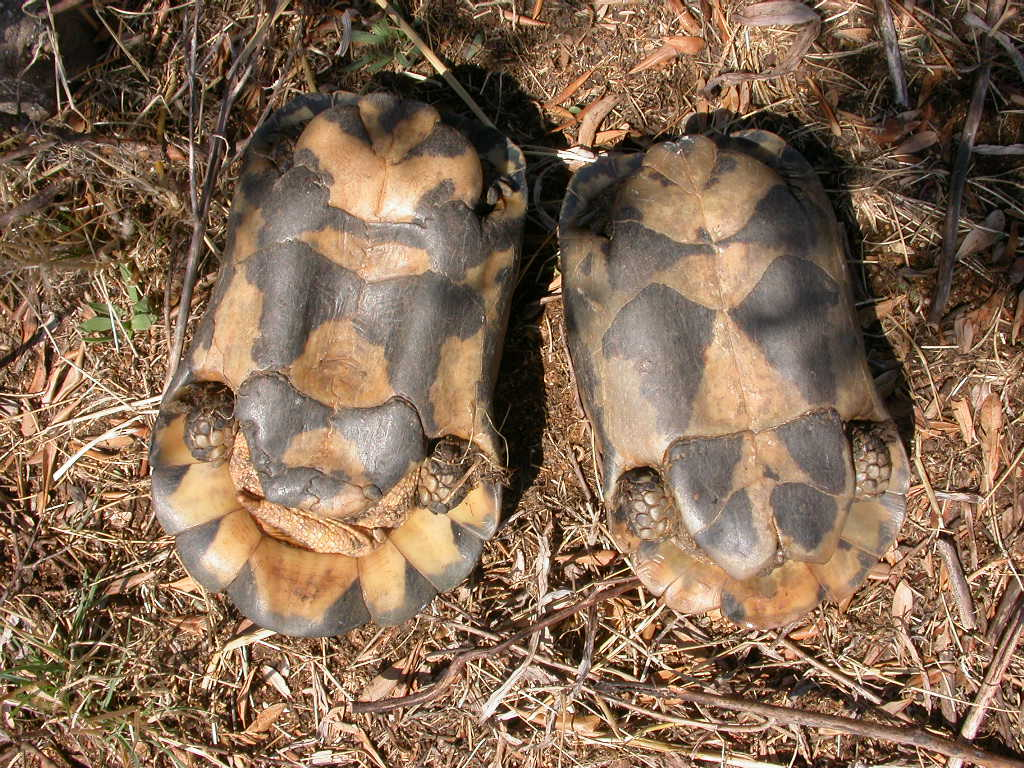
Sexueller Dimorphismus:
links Männchen, rechts Weibchen

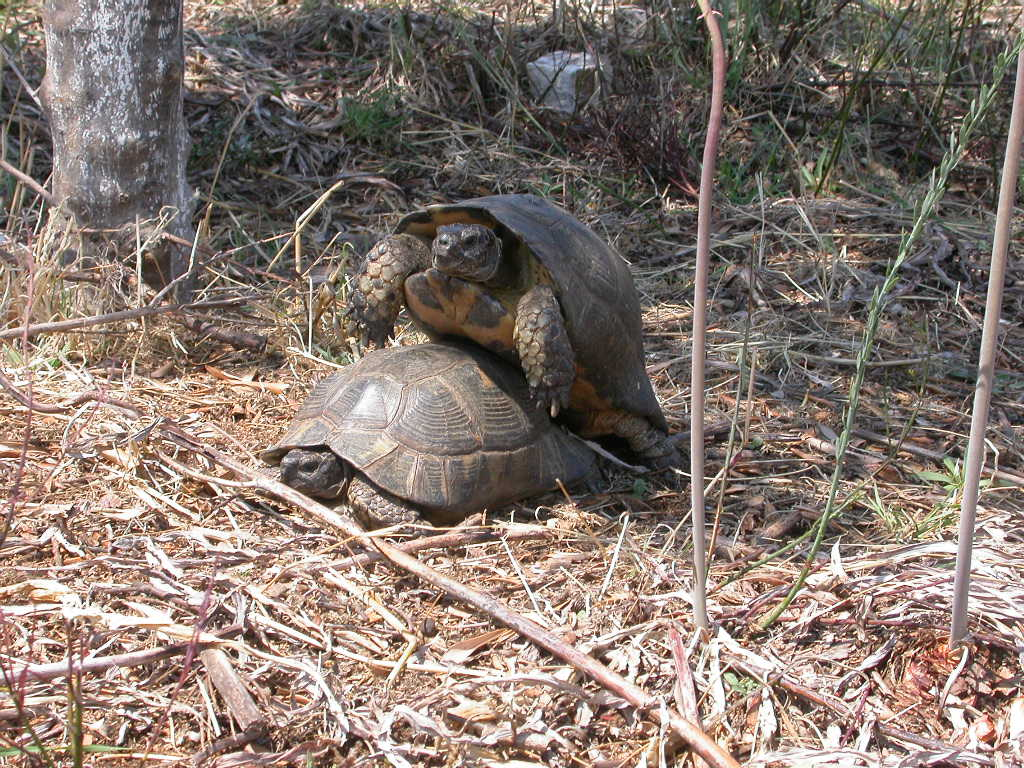
Paarung, das Männchen ist größer als das Weibchen

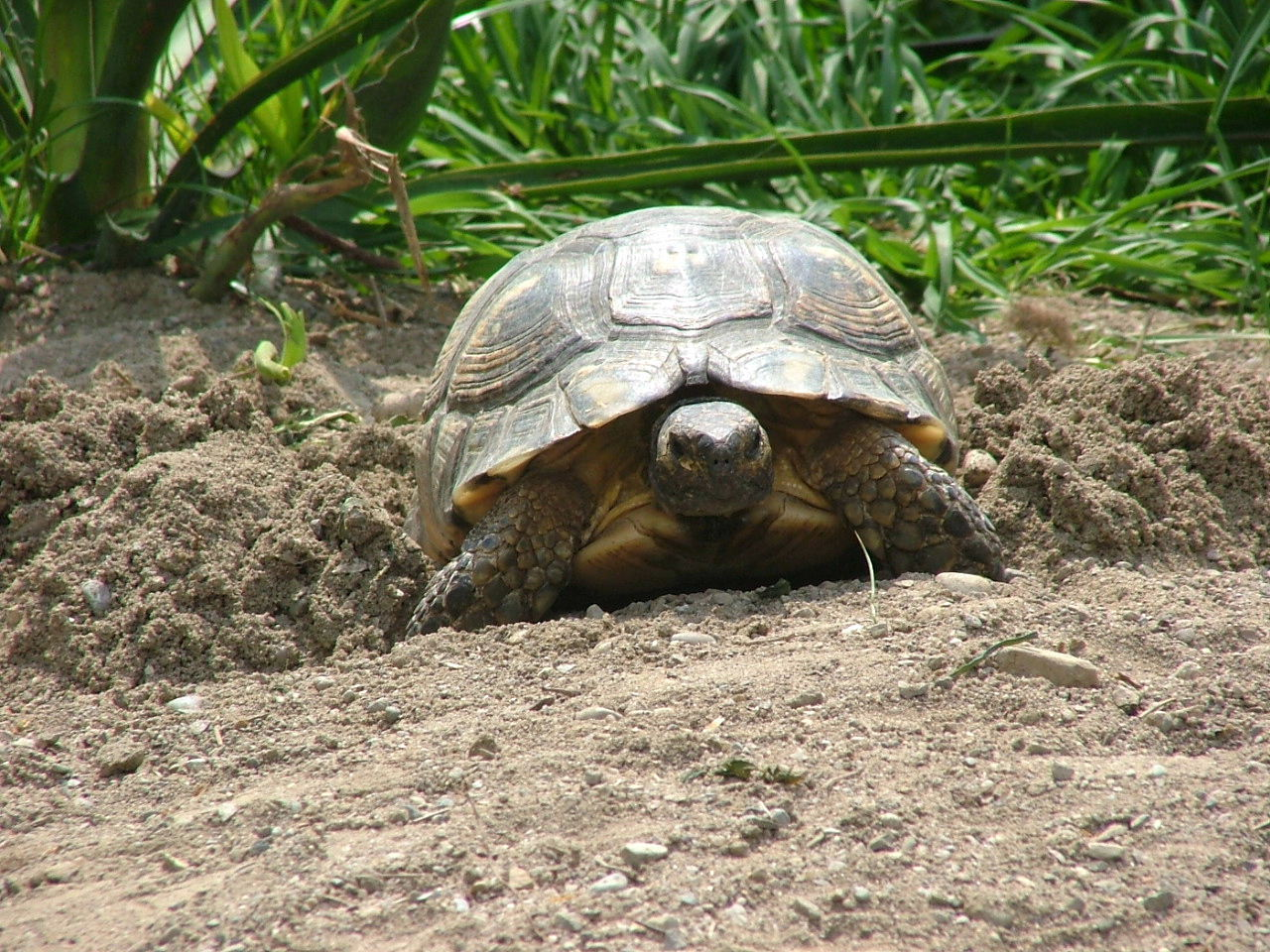
Graben der Nisthöhle

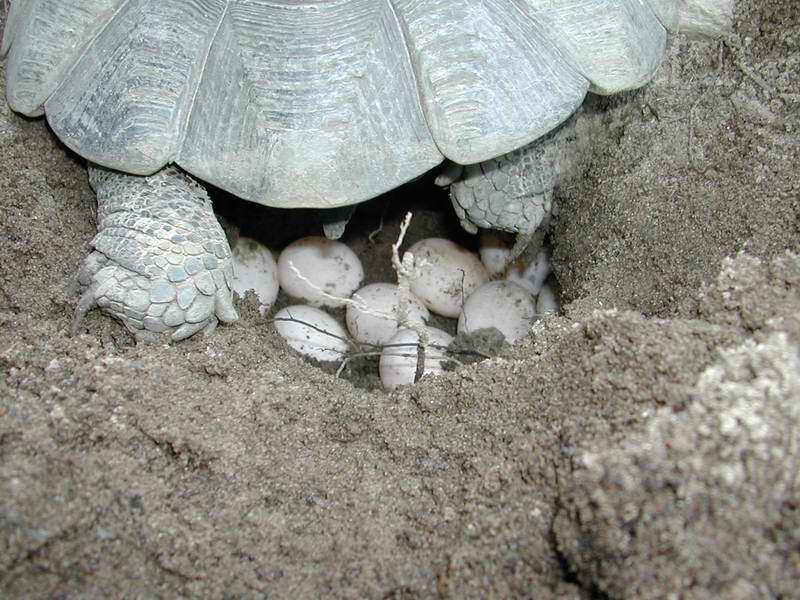
Eiablage

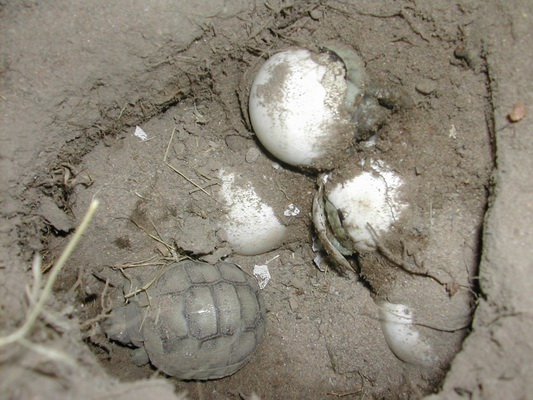
Schlupf der Jungtiere

Die Breitrandschildkröte (Testudo marginata Schoepf, 1792) ist die größte der fünf Landschildkrötenarten innerhalb der Gattung Testudo (Paläarktische Landschildkröten). Wildlebende Tiere erreichen in einigen Regionen Panzerlängen (SCL, Stockmaß) von bis zu 34 cm; es gibt aber auch kleinwüchsige Populationen mit zirka 20 cm Panzerlänge. Das  Verbreitungsgebiet beschränkt sich heute auf die südliche Balkanhalbinsel sowie einige Ägäische Inseln. Vorkommen auf Sardinien und dem italienischen Festland gelten als von Menschenhand eingebürgert. Die Art weist verschiedene Lokalformen, aber keine echten Unterarten auf.

## Beschreibung
Diese Landschildkrötenart besitzt einen langgestreckten, in der Mitte taillierten Rückenpanzer, dessen hintere Randschilde  – insbesondere bei älteren, männlichen Tieren – weit ausgestellt, teilweise auch aufgewölbt und gesägt sind. Die Grundfarbe des Rückenpanzers ist bei adulten Tieren schwarz mit helleren Flecken in den Vertebral- und Costalschilden. Der horngelbe Bauchpanzer weist charakteristische, paarig angeordnete,  dunkle Dreiecksflecken auf, deren Spitzen nach hinten gerichtet sind.  Die Vorderseiten der Vorderbeine sind mit großen, dachziegelartig überlappenden Schuppen bedeckt. Bei älteren Tieren ist der Hinterlappen des Bauchpanzers (Plastron) etwas beweglich. Am Schwanz fällt eine längliche Markierung auf. Die Tiere besitzen Ansätze von Schenkelspornen, aber keinen Hornnagel am Schwanz. Je nach Lokalform können die Tiere Panzerlängen von bis zu 34 cm erreichen, bei Gefangenschaftshaltung sogar bis 40 cm.
Jungtiere unterscheiden sich von geschlechtsreifen Tieren in Panzerform und Färbung. Der Panzer ist rundlicher, die Verbreiterung der hinteren Randschilde fehlt noch. Die hellen Carapaxschilde der Schlüpflinge bekommen durch das Hornwachstum eine hufeisenförmige, dunkle Umrandung, die im Laufe der Zeit immer breiter wird und zum charakteristischen Bild von fast schwarzen Schildkröten mit hellen Zentralflecken führt.
Die Art besitzt einen ausgeprägten Geschlechtsdimorphismus. Ungewöhnlich für die Gattung Testudo ist, dass männliche Breitrandschildkröten größer als weibliche sind. Der namensgebende breite Rand ist bei ihnen stärker ausgeprägt, sie sind noch langgestreckter und taillierter. Darüber hinaus besitzen sie wie andere Testudo-Arten auch einen längeren und an der Basis dickeren Schwanz und einen deutlich konkaven Bauchpanzer.

### Geographische Variationen
Die Breitrandschildkröte Testudo marginata ist trotz ihres kleinen Verbreitungsgebietes in der Erscheinungsform verhältnismäßig variabel. Das führte zu mehrfachen Versuchen, bestimmte Lokalformen anhand ihrer morphologischen Kriterien als Unterarten oder gar eigenständige Arten auszugliedern. 1992 beschrieb Mayer die Breitrandschildkröten Sardiniens als eigene Unterart Testudo marginata sarda, weil ihre hinteren Randschilde weniger gezackt und nicht so stark ausladend sind wie bei der griechischen Form, was insbesondere bei adulten Männchen auffällt. Diese Einstufung ist jedoch nicht haltbar, da die sardischen Tiere von Menschenhand eingeschleppt wurden und diese Lokalform zu jung ist, um eine genetisch eigenständige  Unterart bilden zu können. Bei den unbestrittenen Unterschieden in der Panzerform handelt es sich vermutlich um das Aufrechterhalten von Jugendformen. Auch bestimmte griechische Lokalformen unterscheiden sich in Panzerform und -größe von anderen Populationen, was Bour 1995 dazu veranlasste, sie als eigenständige Art, Testudo weissingeri, zu bezeichnen. Untersuchungen zeigten jedoch, dass sich die Tiere genetisch kaum unterscheiden, so dass ihre geringere Größe auf karge Umweltbedingungen zurückgeführt wird.

## Verbreitung
Das natürliche Vorkommen der Breitrandschildkröte ist das südliche Griechenland vom Peloponnes bis zum Olymp und das angrenzende südliche Albanien. Daneben gibt es kleine, inselartige Vorkommen auf den Ägäischen Inseln Skyros und Poros. In einigen Regionen Italiens ist die Breitrandschildkröte eingebürgert. Dazu zählen die Vorkommen im Nordosten von Sardinien und eine isolierte Population bei Tombolo Livorno, Toskana. Ein angebliches Vorkommen bei Ephesos in der Türkei basiert offenbar auf einzelnen Sichtungen verschleppter Exemplare.

## Lebensweise
Die Breitrandschildkröte ist mehr in gebirgigen Lebensräumen zu Hause als die Griechische Landschildkröte (Testudo hermanni). Sie lebt dabei in Höhen bis zu 1600 Metern. Den Tieren kommt die dunkle Färbung des Rückenpanzers zugute, die ihnen in kurzer Zeit die Absorption von viel Wärme ermöglicht, um so auf die notwendige Körpertemperatur zu kommen. Die ziemlich helle Unterseite verhindert wiederum die Wärmeabstrahlung auf dem kalten Erdreich. Gleichzeitig kann der massereiche Körper die Wärme lange speichern. Hauptnahrung sind die Pflanzen auf den Wiesen ihrer mediterranen Heimat. Am frühen Vormittag verlassen sie ihren nächtlichen Unterschlupf und lassen sich zuerst von der Sonne erwärmen. Danach suchen sie ihre Fressplätze auf.  Grundsätzlich sind die Tiere Pflanzenfresser, tierisches Eiweiß wird insbesondere bei Nahrungsmangel jedoch auch nicht verschmäht, das gilt vor allem für Jungtiere und trächtige Weibchen. So werden hin und wieder auch Regenwürmer und Schnecken aufgenommen. Die heiße Mittagszeit verbringen sie in ihren Verstecken, die sie meist erst wieder in den späten Nachmittagsstunden verlassen.

### Fortpflanzung
Unmittelbar nach dem Erwachen aus der Kältestarre setzt der Paarungstrieb ein. Mit großem Eifer verfolgen die Männchen die Weibchen, umkreisen sie, beißen sie in die Gliedmaßen, rammen sie mit heftigen Stößen und versuchen aufzureiten. Bei der stoßweisen Kopulation öffnet das Männchen das Maul, die rote Zunge wird sichtbar, und es stößt weit hörbare Schreie aus. Sie klingen fast seufzend in langen tiefen Tönen, im Gegensatz zur Maurischen Landschildkröte, bei der ein hohes stoßweises Piepen hörbar ist. Während der Paarung bleibt das Weibchen ruhig stehen und hält den Kopf seitlich aufwärts, so dass es das weit geöffnete Maul des Männchens sehen kann. Offensichtlich hat die rote Zunge eine Signalfunktion. Im selben Rhythmus, wie das Männchen seine Laute erzeugt, bewegt das Weibchen seinen Kopf nach links und rechts.
Hat das Weibchen nach langem Suchen den richtigen Platz gefunden, verharrt es still und stemmt die Vorderbeine fest in den Boden. Es beginnt nun, mit den Hinterbeinen eine Höhle auszugraben. Die Füße arbeiten dabei im Wechsel zwischen links und rechts, anfangs mehr scharrend, dann richtig grabend und schaufelnd. Bald bilden sich zwei Haufen aus lockerem Erdreich. Die Größe der Höhle wird durch die Länge der Hinterbeine bestimmt. Ist die Erde zu hart, lässt das Weibchen Wasser aus der Analblase ab, um sie aufzuweichen. Nach der Grabarbeit beginnt die Eiablage. Jedes Ei wird sachte nach hinten gerollt. Nach dem letzten Ei beginnt das Weibchen unverzüglich mit dem Zuschaufeln, wiederum abwechselnd mit den Hinterbeinen. Zuletzt stampft sie noch mit den Füßen die Erde fest. So erhält der Boden wieder die natürliche Festigkeit. Große Tiere können in einem Sommer bis zu drei Gelege mit je 15 Eiern ablegen.
Die Brutzeit unter natürlichen Bedingungen beträgt etwa 100 Tage. Das ist verhältnismäßig kurz. Bei vielen tropischen Schildkröten dauert sie bis zu 200 Tage. Die relativ kurze Zeit ist eine Anpassung an das subtropische Mittelmeerklima mit den nicht unbegrenzt langen Sommern. Die Brutdauer im Inkubator ist bedeutend kürzer. Bei durchgehend 31,5 Grad Celsius schlüpfen Breitrandschildkröten schon nach 60 Tagen.
Nach den sechzig Tagen embryonaler Entwicklung im Ei ritzt das Jungtier zuerst mit dem Eizahn die Schale von innen an, drückt mit dem Eizahn eine Öffnung heraus und kann nun zum ersten Mal die Lungen mit Luft füllen. Danach zieht es sich wieder zurück, dreht sich im Ei, bearbeitet weiterhin mit dem Eizahn die Schale und klappt dann das Ei auf. In der Natur bleibt das Tier die ersten zwei Wochen noch in der Erde. Hier ist es sicher vor Feinden und wächst trotzdem, denn es ernährt sich von dem eingezogenen Dottersack. Die Jungtiere leben sehr versteckt, meist halten sie sich im Schatten auf, sie meiden die Sonne, denn die Gefahr durch Überhitzung ist groß. Über das Wachstum von Breitrandschildkröten in der Natur ist wenig bekannt, Angaben zu Wachstumsgeschwindigkeiten liegen nur aus Gefangenschaftshaltung vor.  Ab der Geschlechtsreife ist die Gewichtszunahme nur noch minimal. In Gefangenschaft können die Tiere ein hohes Alter von bis zu 100 Jahren erreichen, Angaben aus der Natur liegen keine vor.

## Schutzstatus
Die Breitrandschildkröte ist wie alle Echten Landschildkröten durch das Washingtoner Artenschutzabkommen geschützt. Sie ist in CITES Anhang II. bzw. Anhang A der EU-Artenschutzverordnung gelistet. Ihre Haltung ist nach der Bundesartenschutzverordnung in der Bundesrepublik Deutschland meldepflichtig.
Die Breitrandschildkröte wird von der Europäischen Union in den Anhängen II und IV der FFH-Richtlinie geführt und gilt damit als streng zu schützende Art von gemeinschaftlichem Interesse, für deren Erhaltung von den Mitgliedsstaaten besondere Schutzgebiete ausgewiesen werden müssen.

## Nachweise